# Benjamin Martha
Benjamin Shurendy Martha (sinh ngày 28 tháng 11 năm 1981 ở Willemstad, Curaçao, tại Antille thuộc Hà Lan cũ) là một cầu thủ bóng đá, hiện tại thi đấu cho RVVH ở Topklasse.

## Sự nghiệp
Martha bắt đầu sự nghiệp bóng đá năm 1989 tại đội trẻ NAC Breda và ký hợp đồng vào mùa hè năm 2002 cho vv Rijsoord ở Ridderkerk. Anh thi đấu cho PVV DOTO cấp nghiệp dư và ký hợp đồng 2 năm cùng với RBC Roosendaal vào mùa hè năm 2006. Sau 2 năm anh thi đấu 71 trận, ghi 20 bàn thắng, rời câu lạc bộ năm 2008 để ký hợp đồng với Quick Boys. Vào ngày 24 tháng 3 năm 2010 anh rời Quick Boys để ký hợp đồng với kình địch RVVH.

## Sự nghiệp quốc tế
Martha hiện tại thi đấu cho Đội tuyển bóng đá quốc gia Antille thuộc Hà Lan and earned his first cap vào ngày 6 tháng 2 năm 2008 trước Đội tuyển bóng đá quốc gia Nicaragua.

## Đời sống cá nhân
Anh là anh trai của Eugene Martha, cũng thi đấu cho đội tuyển quốc gia.